# Mang od Xije
Mang (kineski 芒, Máng) bio je deveti kralj Kine iz drevne dinastije Xije. Znan je i kao Huang (荒).
Bio je sin i nasljednik kralja Huaija, a imao je sina Xiea.
Prema Bambusovim analima, Mang je ulovio veliku ribu jednom prigodom.
U 33. god. njegove vladavine vazal Shanga Zihai učinio je grad Yin svojom prijestolnicom.
Manga je naslijedio Xie.